# Douains
Douains là một xã trong vùng hành chính Normandie, thuộc tỉnh Eure, quận Évreux, tổng Canton de Vernon-Sud. Tọa độ địa lý của xã là 49° 02' vĩ độ bắc, 1° 25' kinh độ đông. Douains nằm trên độ cao trung bình là 134 mét trên mực nước biển, có điểm thấp nhất là 97 mét và điểm cao nhất là 148 mét. Xã có diện tích 11,27 km², dân số vào thời điểm 1999 là 465 người; mật độ dân số là 41 người/km².

## Thông tin nhân khẩu
| 1962 | 1968 | 1975 | 1982 | 1990 | 1999 |
| ---- | ---- | ---- | ---- | ---- | ---- |
| 229  | 261  | 233  | 298  | 346  | 465  |